# Природний порядок (філософія)
У філософії природний порядок є моральним джерелом, з якого природний закон прагне отримати свій авторитет. Природний порядок охоплює природні відносини істот одна до одної за відсутності закону, який намагається зміцнити природний закон. Навпаки, божественний закон шукає влади від Бога, а позитивне право шукає влади від уряду.
Цей термін використав Ганс-Герман Хоппе у своїй книзі «Демократія: повалений Бог: економіка та політика монархії, демократії та природного порядку» для захисту анархо-капіталізму. 
Фізіократи, група французьких філософів епохи Просвітництва XVIII століття, твердо вірили у філософію природного порядку. На їхню думку, це ідеальний порядок, даний їм Богом, який дозволив людям жити разом в ідеальному суспільстві. Природні закони є вираженням волі Бога. Таким чином, люди не об’єдналися через дещо довільний «суспільний договір». Швидше, вони повинні були відкрити закони природного порядку, які дозволять їм жити в суспільстві, не втрачаючи значних свобод.
Природний порядок, спрямований на забезпечення задоволення людей і збільшення прав людей без накладення будь-яких обмежень на їхню свободу. Фізіократи вважали, що природний порядок підтримує рівновагу в природі. Концепція природного порядку дала певні важливі практичні результати. Це означало, що лише за умов свободи людина може насолоджуватися максимальним щастям і отримати максимальну вигоду в економічних питаннях. 

## Дивіться також
- Спонтанний порядок

1. ↑  Physical and Practical Ideas of Physiocrats (With Diagram). 16 травня 2016.